# Джехад Аль-Хуссейн
Джехад Аль Хуссейн (араб. جهاد الحسي, нар. 30 липня 1982, Хомс) — сирійський футболіст, півзахисник саудівського клубу «Наджран» та національної збірної Сирії.

## Клубна кар'єра
У дорослому футболі дебютував 2001 року виступами за команду клубу «Аль-Карама», в якій провів сім сезонів.
Згодом з 2006 по 2011 рік грав у складі команд клубів «Аль-Кувейт» та «Аль-Кадісія».
До складу клубу «Наджран» приєднався 2011 року. Наразі встиг відіграти за наджранську команду 49 матчів в національному чемпіонаті.

## Виступи за збірну
2003 року дебютував в офіційних матчах у складі національної збірної Сирії. Наразі провів у формі головної команди країни 90 матчів, забивши 10 голів.

## Титули і досягнення

### Клубні
- Чемпіон Сирії (3):

«Аль-Карама»: 2006, 2007, 2008
- Володар Кубка Сирії (2):

«Аль-Карама»: 2007, 2008
- Володар Суперкубка Сирії (1):

«Аль-Карама»: 2008
- Володар Кубка Еміра Кувейту (2):

«Ель-Кувейт»: 2009
«Аль-Кадісія»: 2010
- Володар Кубка АФК (1):

«Ель-Кувейт»: 2009
- Володар Суперкубка Кувейту (1):

«Ель-Кувейт»: 2009
- Чемпіон Кувейту (2):

«Аль-Кадісія»: 2010, 2011
- Володар Кубка Федерації футболу Кувейту (1):

«Аль-Кадісія»: 2011
- Володар Королівського кубка Саудівської Аравії (1):

«Ат-Таавун»: 2019

### Особисті
- Сирійський гравець року: 2006, 2007, 2008
- Найкращий бомбардир Кубка АФК: 2009